# セルビアの世界遺産
セルビアの世界遺産（セルビアのせかいいさん）はユネスコの世界遺産に登録されているセルビアの文化遺産の一覧。
セルビアの世界遺産条約批准は2001年9月11日のことであった（当時は新ユーゴスラビアとしての批准）。2008年に、コソボが分離独立を宣言し、少なからぬ国が承認しているが、コソボは第41回世界遺産委員会（2017年）終了時点で国際連合教育科学文化機関(UNESCO) 未加盟であり、世界遺産条約も未締約である。こうしたことから、世界遺産センターの公式な分類では、コソボの中世建造物群はセルビアの世界遺産のひとつとされている。

## 文化遺産
- スタリ・ラスとソポチャニ -（1979年）
- ストゥデニツァ修道院 -（1986年）
- コソボの中世建造物群 -（2004年、2006年拡大）
  - デチャニ修道院 - 2004年に「デチャニ修道院」として単独登録されていた。
  - ペーチ総主教修道院
  - リェヴィシャの生神女教会
  - グラチャニツァ修道院
- ガレリウスの宮殿ガムジグラード＝ロムリアーナ -（2007年）
- 中世墓碑ステチュツィの墓所群（ほか3か国と共有）- (2016年)

## 自然遺産
なし

## 複合遺産
なし

## 暫定リスト掲載物件
セルビア政府は、登録の前提となる暫定リストに5ヶ所を掲載している。
- ジェルダプ国立公園（Djerdap National Park, 2002年）
- デリブラト砂地特別保護区域（The Deliblato Sands Special Natural Reserve, 2002年）
- サラ山国立公園（Mt. Sara National Park, 2002年）
- タラ国立公園とドリナ川渓谷（The Tara National Park with the Drina River Canyon, 2002年）
- 「悪魔の街」天然名所（The Djavolja Varos (Devil's Town) Natural Landmark, 2002年）